# Juan Astigarrabia Andonegui

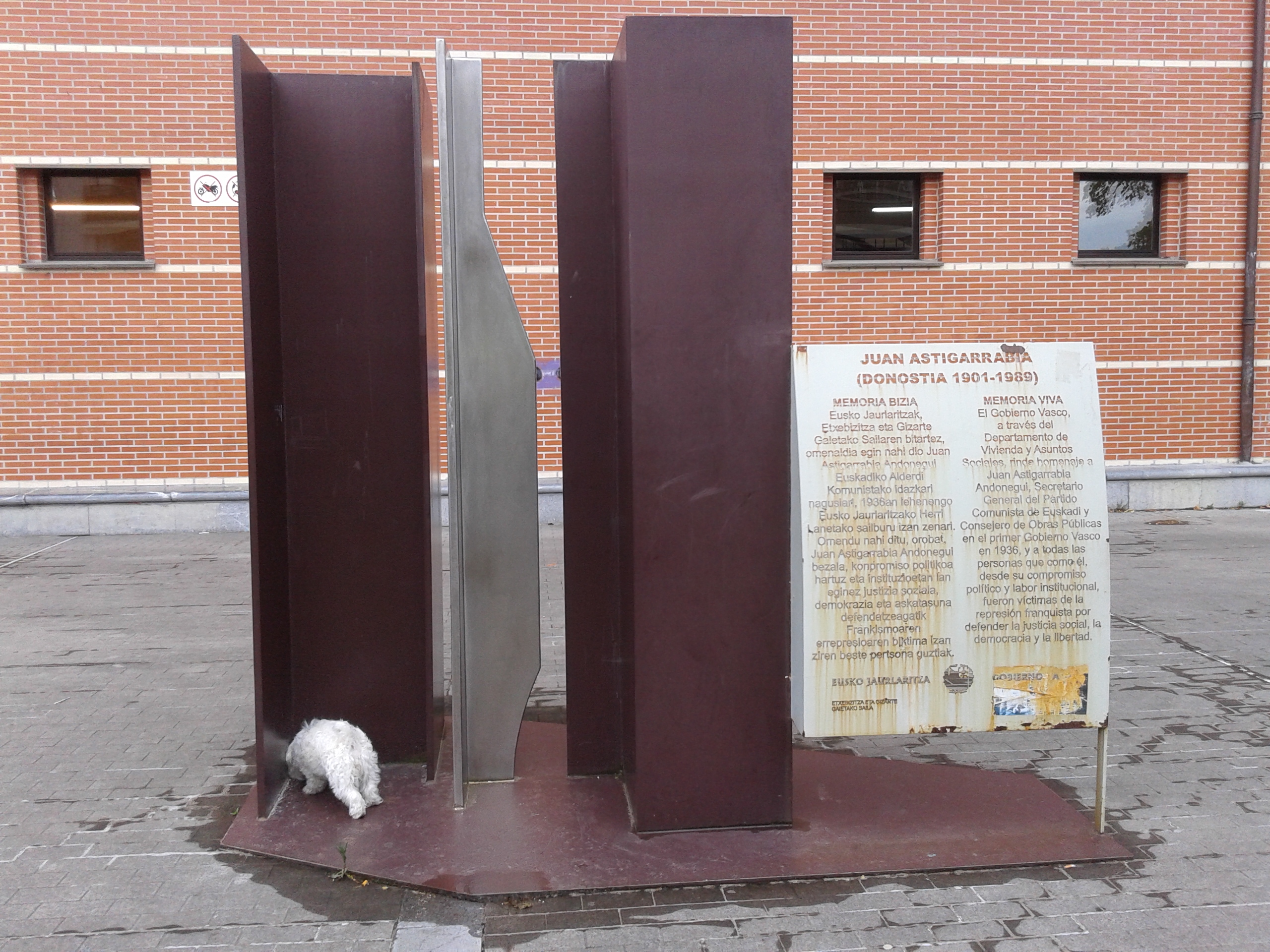
Monument dedicat a Joan de Astigarrabia (Donostia).

Juan Astigarrabía Andonegui (Sant Sebastià, Guipúscoa, 1901-1989) fou un polític comunista basc.
Era cap del Sindicat de Pescadors de Pasaia, afecte a la UGT i més tard membre del PCE, en fou partidari de l'autonomia de la secció basca, de manera que potenciaria amb Jesús Larrañaga la creació del Partit Comunista d'Euskadi. També fou director del diari Euskadi Roja.
El 1936 formà part del primer govern d'Euzkadi presidit per José Antonio Aguirre, en qualitat de conseller d'obres públiques. Després de la caiguda de Biscaia, va ser jutjat a València pel comitè Central del PCE, destituït dels seus càrrecs i expulsat del partit. Gràcies a la protecció dels seus antics companys de Govern, aconseguí marxar a França i més tard a Panamà. Durant els anys 50 del segle xx va tornar a militar en el PCE, però quan tornà el 1980 milità a Euskadiko Ezkerra. El 2002 fou homenatjat a la seva ciutat natal i Néstor Basterretxea li dedicà una estàtua.